# Чемпіонат України з футболу 2023—2024: друга ліга
Друга ліга України з футболу 2023—2024 — 32-й сезон другої ліги, який тривав з 6 серпня 2023 року до 26 травня 2024 року.
Через російське вторгнення в Україну матчі першої частини сезону пройшли без уболівальників. 1 грудня 2023 року Кабінет міністрів України доручив розробити рекомендації щодо допуску вболівальників на трибуни, внаслідок чого на частину матчів, які відбулися в 2024 році, був дозволений допуск глядачів.

## Регламент змагань

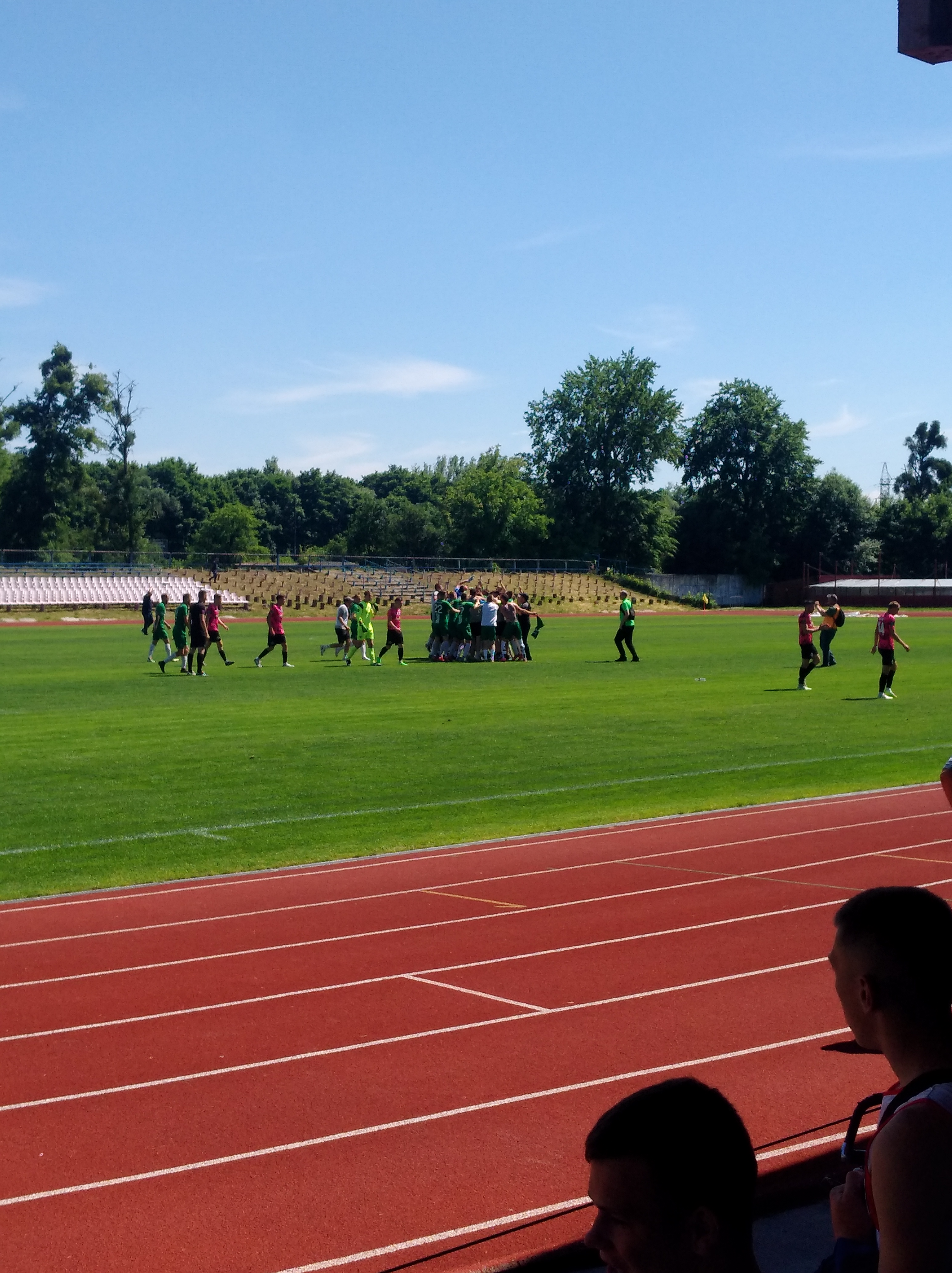
Футболісти «Дружби» святкують перемогу в заключному матчі та в чемпіонаті

У змаганнях беруть участь 15 команд. Змагання проводяться у два кола за круговою системою.
Команда, яка посіла перше місце, напряму переходить до першої ліги. Команди, що посіли друге та третє місце, грають стикові матчі з командами, що посіли 17-те та 16-те місце в першій лізі відповідно, за право виступати в першій лізі наступного сезону. Стикові матчі складаються з двох матчів, по одному на полі кожної з команд-учасниць.
У випадку, якщо декілька команд набрали однакову кількість очок, місця у турнірній таблиці визначаються за такими критеріями:
1. Більша кількість набраних очок в особистих зустрічах між цими командами.
2. Краща різниця забитих і пропущених м'ячів в особистих зустрічах.
3. Більша кількість забитих м'ячів в особистих зустрічах.
4. Краща різниця забитих і пропущених м'ячів в усіх матчах.
5. Більша кількість забитих м'ячів в усіх матчах.

## Учасники
Склад учасників:
| Команда          | Населений пункт                                  | Стадіон | Місткість стадіону       | Місце в попер. ч-ті. |
| ---------------- | ------------------------------------------------ | --- | ------------------------ | -------------------- |
| «Васт»           | Миколаїв                                         | «Іван» (Одеса) | 1200                     | 7                    |
| «Дружба»         | с. Мирівка Обухівського району                   | «Дружба» (Кагарлик) «Лівий берег» (мас. Млиново) (2 матчі) | 2133 1500                | —                    |
| ПФК «Звягель»    | Звягель                                          | «Авангард» «Спартак-Арена» (Житомир) (1 матч) | 3000 1242                | 5                    |
| «Карпати-2»      | Львів                                            | «Україна» (7 матчів) ЛНУП (Дубляни) (6 матчів) | 28 051 1500              | —                    |
| «Кремінь-2»      | Кременчук                                        | «Кремінь-Арена» ім. Олега Бабаєва | 1500                     | 9                    |
| ФК «Кудрівка»    | с. Кудрівка Корюківського району                 | «Кудрівка-Арена» «Юність» (Чернігів) (3 матчі) «Лівий берег» (мас. Млиново) (1 матч) | 500 3000 1500            | —                    |
| «Локомотив»      | Київ                                             | НТК ім. Віктора Баннікова «Княжа-Арена» (с. Щасливе) (1 матч) «Колос» (Бориспіль) (1 матч) «КНУБА-Арена» (1 матч) «Лівий берег» (мас. Млиново) (1 матч)                                               | 1678 1000 5654 1000 1500 | —                    |
| МФК «Металург-2» | Запоріжжя                                        | «Базис» (с. Кочубіївка) | 400                      | 8                    |
| «Нива»           | Вінниця                                          | Центральний міський НТБ «Нива» (2 матчі) | 24 000 1000              | 4                    |
| «Реал Фарма»     | Одеса                                            | «Іван» | 1200                     | 6                    |
| «Рух-2»          | Львів                                            | ім. Богдана Маркевича (Винники) НТБ «Рух» (Винники) (1 матч) | 900 250                  | —                    |
| «Скала 1911»     | Стрий                                            | «Сокіл» | 1789                     | —                    |
| ФК «Тростянець»  | Тростянець                                       | ім. Володимира Куца «Юність» (Чернігів) (1 матч) | 1129 3000                | —                    |
| «Чайка»          | с. Петропавлівська Борщагівка Бучанського району | Центральний ім. Михайла Бруквенка (с-ще Макарів) НТБ «Колос» (с. Софіївська Борщагівка) (3 матчі) Центральний (с-ще Калинівка) (1 матч) «Колос» (с-ще Ставище) (1 матч) «Діназ» (с. Демидів) (1 матч) | 3100 250 450 600 500     | 3                    |
| ЮКСА             | с. Тарасівка Фастівського району                 | НТК ім. Віктора Баннікова (Київ) | 1678                     | —                    |

## Турнірна таблиця
| М  | Команда          | І  | В  | Н | П  | РМ    | О  |
| -- | ---------------- | -- | -- | - | -- | ----- | -- |
|    | «Дружба»         | 26 | 19 | 5 | 2  | 50−13 | 62 |
|    | ЮКСА             | 26 | 19 | 5 | 2  | 62−13 | 62 |
|    | ПФК «Звягель»    | 26 | 19 | 4 | 3  | 63−17 | 61 |
| 4  | «Чайка»          | 26 | 15 | 6 | 5  | 43−18 | 51 |
| 5  | «Карпати-2»      | 26 | 11 | 6 | 9  | 35−39 | 39 |
| 6  | «Скала 1911»     | 26 | 12 | 2 | 12 | 32−33 | 38 |
| 7  | ФК «Кудрівка»    | 26 | 10 | 7 | 9  | 33−40 | 37 |
| 8  | «Нива»           | 26 | 9  | 9 | 8  | 36−35 | 36 |
| 9  | «Рух-2»          | 26 | 9  | 7 | 10 | 29−36 | 34 |
| 10 | «Локомотив»      | 26 | 7  | 7 | 12 | 34−43 | 28 |
| 11 | ФК «Тростянець»  | 26 | 5  | 6 | 15 | 23−37 | 21 |
| 12 | «Реал Фарма»     | 26 | 5  | 4 | 17 | 17−51 | 19 |
| 13 | МФК «Металург-2» | 26 | 5  | 1 | 20 | 17−44 | 16 |
| 14 | «Кремінь-2»      | 26 | 1  | 3 | 22 | 11−66 | 6  |
| —  | «Васт»           | —  | —  | — | —  | —     | —  |

«Васт» виключено зі змагань згідно з рішенням КДК УАФ від 26 жовтня 2023 року та постановою Центральної ради ПФЛ № 5 від 10 листопада 2023 року, результати матчів за участю команди анульовані.
МФК «Металург-2» виключено зі змагань згідно з постановою Центральної ради ПФЛ № 9 від 01 березня 2024 року, в усіх матчах, починаючи з 20-го туру, команді зараховані технічні поразки −:+.
Позначення:

## Результати матчів
| Команда          | ВАС    | ДРУ | ЗВЯ | КАР | КРЕ | КУД | ЛОК | МЕТ | НИВ | РЕА | РУХ | СКА | ТРО | ЧАЙ | ЮКС |
| ---------------- | ------ | --- | --- | --- | --- | --- | --- | --- | --- | --- | --- | --- | --- | --- | --- |
| «Васт»           |        |     |     |     |     |     |     |     | 1:5 |     | 0:3 |     |     |     |     |
| «Дружба»         | 7:1    |     | 1:1 | 5:2 | 2:0 | 0:0 | 3:1 | 9:1 | 2:0 | 2:0 | 1:1 | 0:1 | 2:0 | 1:1 | 2:1 |
| ПФК «Звягель»    |        | 0:1 |     | 2:0 | 2:0 | 1:1 | 4:0 | +:- | 4:1 | 4:0 | 1:0 | 1:0 | 4:1 | 0:1 | 0:2 |
| «Карпати-2»      |        | 0:5 | 0:2 |     | 0:0 | 2:3 | 3:2 | 3:1 | 0:0 | 2:1 | 1:2 | 2:1 | 1:0 | 0:4 | 0:2 |
| «Кремінь-2»      | 1:1    | 0:2 | 0:7 | 0:0 |     | 0:1 | 0:3 | 1:2 | 0:5 | 1:2 | 1:1 | 0:1 | 1:0 | 0:3 | 0:1 |
| ФК «Кудрівка»    | 9:0    | 0:3 | 0:4 | 1:2 | 4:2 |     | 3:0 | +:- | 1:1 | 3:1 | 0:1 | 1:2 | 1:1 | 1:0 | 1:7 |
| «Локомотив»      | 2:1    | 2:3 | 0:2 | 1:1 | 3:1 | 0:0 |     | 0:2 | 2:1 | 5:0 | 0:1 | 2:0 | 2:1 | 1:1 | 0:0 |
| МФК «Металург-2» |        | −:+ | 0:5 | −:+ | 2:1 | 1:2 | 1:3 |     | 0:2 | −:+ | −:+ | 3:2 | 1:1 | −:+ | 0:2 |
| «Нива»           |        | 1:1 | 4:7 | 1:4 | 2:0 | 1:0 | 2:1 | +:- |     | 2:0 | 2:1 | 2:2 | 1:1 | 0:1 | 1:3 |
| «Реал Фарма»     | 1:2    | 0:1 | 0:3 | 1:1 | 2:1 | 0:1 | 4:1 | 2:0 | 0:4 |     | 0:0 | 0:2 | 0:2 | 1:1 | 1:1 |
| «Рух-2»          |        | 0:1 | 1:2 | 0:5 | 2:0 | 2:2 | 2:2 | 8:2 | 1:1 | 1:0 |     | 2:0 | 0:0 | 0:3 | 0:2 |
| «Скала 1911»     | 3:0[a] | 0:1 | 1:3 | 1:2 | 4:0 | 4:3 | 4:1 | +:- | 0:0 | 2:1 | 1:2 |     | 1:0 | 2:1 | 0:1 |
| ФК «Тростянець»  | 4:1    | 0:1 | 0:1 | 2:0 | 2:1 | 1:3 | 1:1 | 0:1 | 1:1 | 6:1 | 3:0 | 0:1 |     | 0:2 | 0:3 |
| «Чайка»          | 5:1    | 1:0 | 2:2 | 1:3 | 5:0 | 1:1 | 2:0 | 3:0 | 0:0 | 1:0 | 2:1 | 2:0 | 3:0 |     | 1:3 |
| ЮКСА             |        | 0:1 | 1:1 | 1:1 | 8:1 | 3:0 | 1:1 | +:- | 3:1 | 4:0 | 4:0 | 3:0 | 4:0 | 2:1 |     |

a Згідно з рішенням КДК УАФ від 28 вересня 2023 року за неявку на матч команді «Васт» зараховано технічну поразку 0:3, а команді «Скала 1911» – технічну перемогу 3:0.
«Васт» виключено зі змагань згідно з рішенням КДК УАФ від 26 жовтня 2023 року та постановою Центральної ради ПФЛ № 5 від 10 листопада 2023 року, результати матчів за участю команди анульовані.
МФК «Металург-2» виключено зі змагань згідно з постановою Центральної ради ПФЛ № 9 від 01 березня 2024 року, в усіх матчах, починаючи з 20-го туру, команді зараховані технічні поразки −:+.

## Статистика

### Найкращі бомбардири
| № | Футболіст        | Команда      | Голи (пен.) |
| - | ---------------- | ------------ | ----------- |
| 1 | Артур Загорулько | «Нива»       | 17 (2)      |
| 2 | Денис Ндукве     | «Звягель»    | 15 (2)      |
| 3 | Богдан Семенець  | «Чайка»      | 12          |
| 4 | Іван Сомов       | «Дружба»     | 11          |
| 5 | Венді            | ЮКСА         | 11 (1)      |
| 6 | Сергій Барсуков  | «Реал Фарма» | 10 (5)      |

### Відвідуваність матчів
| Команда       | Домашніх матчів з глядачами | Відвідуваність домашніх матчів | Відвідуваність домашніх матчів | Відвідуваність домашніх матчів | Відвідуваність домашніх матчів |
| Команда       | Домашніх матчів з глядачами | Сумарна                        | Середня                        | Максимальна                    | Мінімальна                     |
| ------------- | --------------------------- | ------------------------------ | ------------------------------ | ------------------------------ | ------------------------------ |
| ПФК «Звягель» | 4                           | 2400                           | 600                            | 1300                           | 200                            |
| «Локомотив»   | 3                           | 400                            | 133                            | 150                            | 100                            |
| «Нива»        | 2                           | 400                            | 200                            | 200                            | 200                            |
| ЮКСА          | 2                           | 350                            | 175                            | 200                            | 150                            |
| Всього        | 11                          | 3550                           | 323                            | 1300                           | 100                            |

Домашні матчі решти команд проходили без глядачів.

## Перехідні матчі за право виступати в першій лізі
За підсумками сезону команди, які посіли 16-те та 17-те місця в першій лізі, грають перехідні матчі за право виступати у першій лізі проти команд, які посіли відповідно третє та друге місця у другій лізі. Жеребкування послідовності проведення матчів відбулося 8 травня 2024 року.
| 1 червня 2024 12:00 +23 °C |

| ФК «Хуст»     | 1:1      | ПФК «Звягель» |
| ------------- | -------- | ------------- |
| Станкович 55' | Протокол | Фесенко 76'   |

| «Карпати», Хуст Глядачів: 0 Арбітр: Людмила Тельбух (Дніпро) |

| 8 червня 2024 13:00 +25 °C |

| ПФК «Звягель»  | 1:0      | ФК «Хуст» |
| -------------- | -------- | --------- |
| Томандзото 66' | Протокол |           |

| «Авангард», Звягель Глядачів: 1200 Арбітр: Ігор Сташук (Чернігів) |

ПФК «Звягель» переміг 2:1 за сумою двох матчів та вийшов до першої ліги, ФК «Хуст» вибув до другої ліги.
Перед початком наступного сезону через те, що «Дружба» відмовилася підвищуватися з другої ліги до першої ліги, ФК «Хуст» зберіг місце у першій лізі. Згодом ПФК «Звягель» відмовився підвищуватися з другої ліги до першої ліги, тому «Кремінь», що мав вилетіти до другої ліги напряму, зберіг місце у першій лізі.
| 1 червня 2024 13:30 +28 °C |

| ЮКСА                                      | 3:1      | МФК «Металург» |
| ----------------------------------------- | -------- | -------------- |
| Махнєв 27' (пен.) Гоуларт 83' Венді 90+5' | Протокол | Гуменяк 29'    |

| НТК ім. Віктора Баннікова, Київ Глядачів: 150 Арбітр: Дмитро Осауленко (Полтава) |

| 8 червня 2024 12:00 +29 °C |

| МФК «Металург» | 0:4      | ЮКСА                                            |
| -------------- | -------- | ----------------------------------------------- |
|                | Протокол | Есеола 9' Венді 62' Ховайко 86' Євдокимов 90+3' |

| «Славутич-Арена», Запоріжжя Глядачів: 0 Арбітр: Андрій Зайцев (Донецька область) |

ЮКСА перемогла 7:1 за сумою двох матчів та вийшла до першої ліги, МФК «Металург» вибув до другої ліги.
Перед початком наступного сезону у зв'язку із проведенням перехідного турніру з метою визначення учасника УПЛ, одне місце у першій лізі залишилося вакантним, тому МФК «Металург» зберіг місце у першій лізі.